# Sony Xperia P
Sony Xperia P là một chiếc điện thoại thông minh trong phân khúc giữa chiếc Xperia U và Xperia S. Nó được giới thiệu tại Triển lãm di động toàn cầu 2012 cùng với chiếc Xperia U và Xperia S. Nó có màn hình cảm ứng 4 inch qHD với công nghệ White Magic của Sony giúp mang lại độ sáng cao hơn so với những chiếc điện thoại khác. Nó có độ phân giải 960 x 540 tức là mật độ điểm ảnh 275 ppi. Thiết bị cũng sử dụng vi xử lý 1 GHz ST-Ericsson NovaThor lõi kép và máy ảnh chính 8 megapixel. Một tính năng đáng chú ý của chiếc điện thoại này là thiết kế vỏ bằng nhôm nguyên khối, khác so với các điện thoại Xperia khác lúc đó sử dụng vỏ nhựa, đem lại cảm giác tốt hơn khi cầm.

## Phần cứng

### Màn hình
Chiếc Xperia P có màn hinh 4 inch độ phân giải qHD (960 x 540) với "công nghệ Whitemagic". Công nghệ này được thực hiện bằng cách thêm một điểm ảnh phụ nữa trên phần cứng cùng với các điểm ảnh RGB cơ bản (RGBW). Công nghệ này tối ưu tới 960 nit độ sáng làm cho màn hình chiếc điện thoại này tốt nhất trong phân khúc lúc đó. Theo Sony, công nghệ này giúp tăng thời lượng pin rất nhiều.

### Máy ảnh
Chiếc Xperia P đi với một máy ảnh 8 megapixel với cảm biến EXMOR-R của Sony cho bức ảnh tốt hơn trong điều kiện ánh sáng thấp. Nó cũng hỗ trợ quay video 1080p Full HD được bổ sung thêm bới đèn video (đèn flash nhấp nháy liên tục). Chiếc điện thoại cũng có máy ảnh thứ hai (máy ảnh trước) dành cho gọi điện video, với độ phân giải 640 x 480 VGA. Chiếc điện thoại có nhiều tính năng khác nhau bao gồm Nhận dạng nụ cười, Quét Toàn cảnh, Quét 3D Nhiều góc và Quét 3D toàn cảnh. Nhiều người dùng gặp phải vấn đề với máy ảnh sau khi nâng cấp hệ điều hành lên phiên bản Android ICS. Trong một số ứng dụng bên thứ ba sử dụng máy ảnh, phần kính ngắm không hiện toàn bộ hình ảnh mà chỉ nửa hình ảnh, nửa kia là nền đen. Đôi khi, máy ảnh chụp lại hình ảnh có phần đen khi chụp ở độ phân giải 8MP (tỷ lệ màn hình 4:3) ở ứng dụng chụp ảnh gốc. Những vấn đề này đã được sửa trong bản cập nhật Android Jelly Bean 4.1.2 ra mắt tháng 4 năm 2013. Nhưng, tính năng Quét 3D Nhiều góc và Quét 3D Toàn cảng đã bị loại bỏ kể từ khi được giới thiệu cùng với chiếc điện thoại với firmware Android Gingerbread.

## Phần mềm
Nó được cài đặt sẵn phiên bản Android 2.3.7 vào Q2 2012. Bản cập nhật đầu tiên lên Android 4.0.4 được phát hành tháng 8 năm 2012. Kể từ đó, đã có một số bản cập nhật nhỏ cải thiện độ ổn định. Chiếc Xperia P dự định nhận bản cập nhật Android 4.1.2 vào cuối tháng 3 năm 2013 nhưng bản cập nhật đã bị lùi lại và được phát hành ngày 24 tháng 4 năm 2013.